# Schneckenspinner

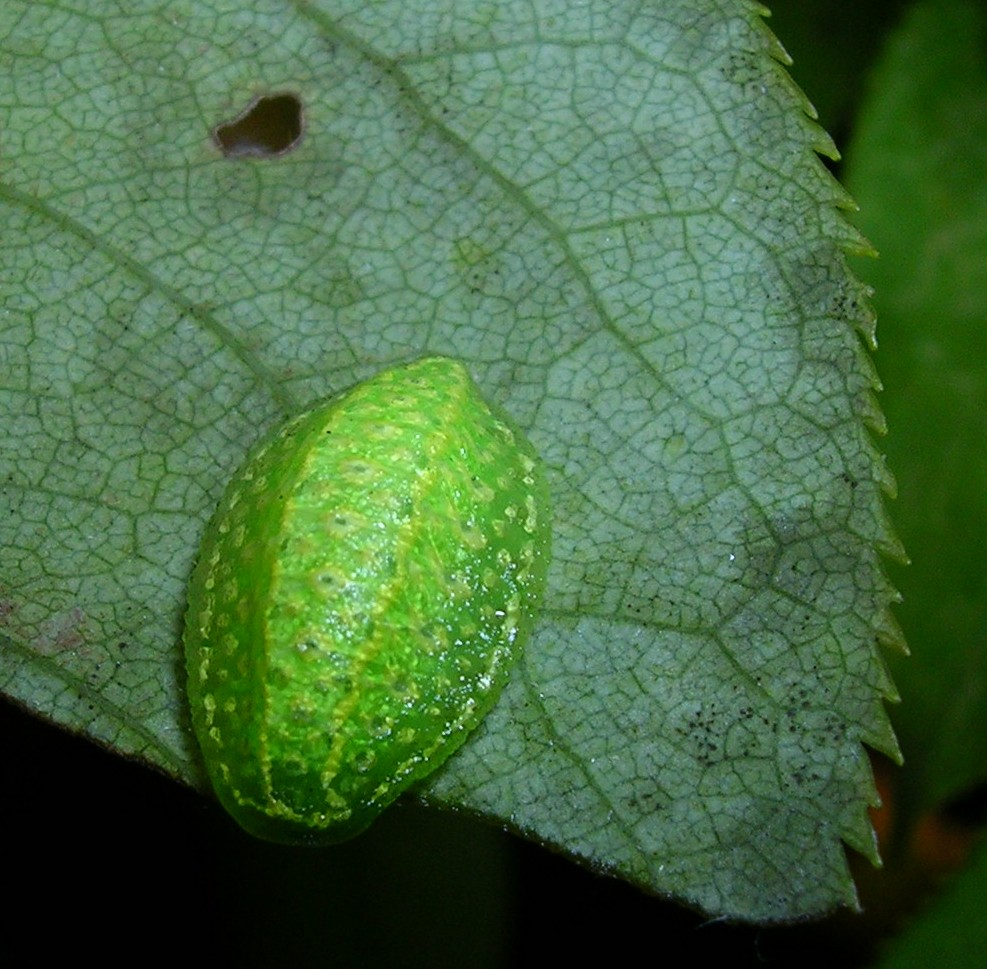
Raupe eines Schneckenspinners

Die Schneckenspinner, Asselspinner oder Schildmotten (Limacodidae) sind eine Familie der Schmetterlinge (Lepidoptera). Sie kommen weltweit mit ca. 1.000 Arten vor. Ihr Hauptverbreitungsgebiet sind die Tropen.

## Merkmale
Die Falter erreichen eine Flügelspannweite von 16 bis 32 Millimetern. Sie haben mittelmäßig bis robust gebaute Körper, deren Form stark untersetzt und gedrungen ist. Ihre Vorderflügel sind kurz und breit und sind nur 1,6- bis 2,1-mal länger als breit. Sie sind in Ruhestellung dachartig an den Körper angelegt und meist einfarbig braun, grünlich oder metallisch glänzend. Ihre Hinterflügel sind in ihrer Form ähnlich den Vorderflügeln, allerdings stark abgerundet. Die Fühler sind kurz und erreichen in etwa nur die Hälfte der Länge der Vorderflügel. Bei den Männchen gibt es sowohl Arten mit fadenförmigen, als auch Arten mit gekämmten Fühlern. Die Maxillarpalpen sind je nach Art gut entwickelt oder sind reduziert oder fehlend. Bei allen Arten fehlen die Saugrüssel.
Die Vorderflügel haben 13 Flügeladern mit zwei Analadern (1b und 1c). Die Hinterflügel haben 10 Adern mit drei Analadern (1a, 1b und 1c).

## Lebensweise
Die Falter sind nachtaktiv. Da sie keine Nahrung zu sich nehmen können, haben sie eine nur sehr kurze Lebenserwartung von etwa einer Woche. In dieser Zeit leben sie einzig und allein, um sich fortzupflanzen. 
Die dämmerungs- und nachtaktiven Raupen haben anstelle der Bauchbeinpaare eine Kriechsohle, ähnlich wie Schnecken. Damit können sie sich fortbewegen, aber auch auf Blättern festsaugen. Die Brustbeinpaare sind nur schwach entwickelt. Junge Raupen haben manchmal zapfenartige Erhebungen am Körper, ältere Entwicklungsstadien sind schwach behaart. Ihre Färbung variiert von leuchtend gelb über rot und grün nach blau. Manche Arten haben Brennhaare, die auch beim Menschen Hautreizungen hervorrufen können. Man findet die Tiere auf ihren Futterpflanzen sitzend. Die Verpuppung findet in einem Kokon entweder auf den Blättern der Pflanzen oder am Boden zwischen Laub statt.

## Systematik
In ganz Europa sind nur fünf Arten bekannt, von denen in Mitteleuropa nur der Große und der Kleine Schneckenspinner vorkommen.
- Großer Schneckenspinner (Apoda limacodes) (Hufnagel, 1766), A, CH, D
- Kleiner Schneckenspinner (Heterogenea asella) (Denis & Schiffermüller, 1775), A, CH, D
- Hoyosia codeti (Oberthür, 1883)
- Hoyosia cretica (Rebel, 1906)
- Parasa sinica Moore 1877

In Nordamerika vorkommende Arten:
- Acharia stimulea (Clemens, 1860)
- Parasa indetermina (Boisduval, 1832)
- Phobetron pithecium (Smith, 1797)

## Belege